# León (pokrajina)
León je pokrajina na sjeverozapadu Španjolske. Glavni grad se također zove León.
Pokrajina León obuhvaća relativno plodno porječje rijeke Duero. U povijesti, León je bio jedna od malih kršćanskih kraljevina stvorenih u X st. na sjeveru Pirinejskog poluotoka, u doba kada Arapi vladaju većim dijelom poluotoka. U XI st. spojena je s Kastilijom (vidi: Alfons VI. Hrabri), održavajući autonomiju.
U Leónu je 1. siječnja 2014. živjelo 484.694 stanovnika na 15.581 km².